# Alchemilla fruticulosa
Alchemilla fruticulosa é uma espécie de rosácea do gênero Alchemilla, pertencente à família Rosaceae.